# Franz Tunder
Franz Tunder (Lubecca, 1614 – Lubecca, 5 novembre 1667) è stato un compositore e organista tedesco.

## Biografia
Secondo alcune teorie potrebbe essere nato a Bannersdorf o a Burg auf Fehmarn, ma molto più probabilmente è originario di Lubecca. Poco si sa sulla sua gioventù, ma è certo che la sua bravura gli permise di essere organista presso la corte di Federico III di Holstein-Gottorp. Secondo un racconto di Johann Mattheson fu allievo di Girolamo Frescobaldi, a seguito di un viaggio che fece insieme all'amico Johann Heckelauer, all'età di 18 anni. Fra il 1632 e il 1641 fu organista presso Gottorf e finalmente nel 1641 fu organista principale della chiesa di Santa Maria di Lubecca, succedendo a Peter Hasse. Dal 1647 fu anche amministratore dei beni della chiesa e nel 1667 cedette il posto a Dietrich Buxtehude, del quale diventò suocero avendo quest'ultimo sposato Anna Margarethe, figlia di Tunder. Poco dopo morì, all'età di 53 anni.

## Abendmusiken
Dal 1646 Tunder organizzò nella chiesa di Santa Maria una serie di concerti per il periodo dell'Avvento, gli Abendmusiken, che in seguito diventarono molto importanti sotto la guida del genero Buxtehude. Gli Abendmusiken furono organizzati ininterrottamente fino al 1810 e durante le 5 domeniche precedenti il Natale, venivano organizzati concerti corali, organistici o con vari strumenti e attrassero molti musicisti da tutta Europa, a partire da Bach. Sembra che tali concerti avessero avuto inizio come esibizioni private a favore dei ricchi mercanti di Lubecca, che pagavano musicisti e organizzazione.
L'organista Walter Kraft (1905-1977) ha rinnovato questa tradizione a partire dal 1926.

## Le opere
Tunder è ricordato per aver dato un grande impulso al genere delle cantate religiose, influendo in questo modo anche sul genero Buxtehude, e per essere stato un importante collegamento fra la precedente musica tedesca (legata ai canoni della musica veneziana di Andrea e Giovanni Gabrieli) e la musica successiva, sia per quanto riguarda lo stile tastieristico che per lo stile religioso. 
Di lui ci restano solo poche composizioni:
- Concerti Strumentali:
- 18 concerti sacri
  - Per organo:
- 5 Preludi (4 in Sol minore, 1 in Fa maggiore)
- Canzone in sol maggiore su un tema di Della Porta
  - Fantasie Corali:
- Auf meinen lieben Gott
- Christ lag in Todesbanden
- Herr Gott, dich loben wir
- In dich hab ich gehoffet, Herr
- Jesus Christus, unser Heiland
- Jesus Christus, wahr Gottes Sohn
- Komm, Heiliger Geist, Herre Gott
- Was kann uns kommen an für Not

oltre a
- Allein zu dir, Herr Jesu Christ
- Ein feste Burg ist unser Gott

anche se gli ultimi due titoli possono essere attribuiti anche a Heinrich Scheidemann.